# Stelis xystophora
Stelis xystophora är en orkidéart som beskrevs av Carlyle August Luer. Stelis xystophora ingår i släktet Stelis och familjen orkidéer. Inga underarter finns listade i Catalogue of Life.